# Granges VS

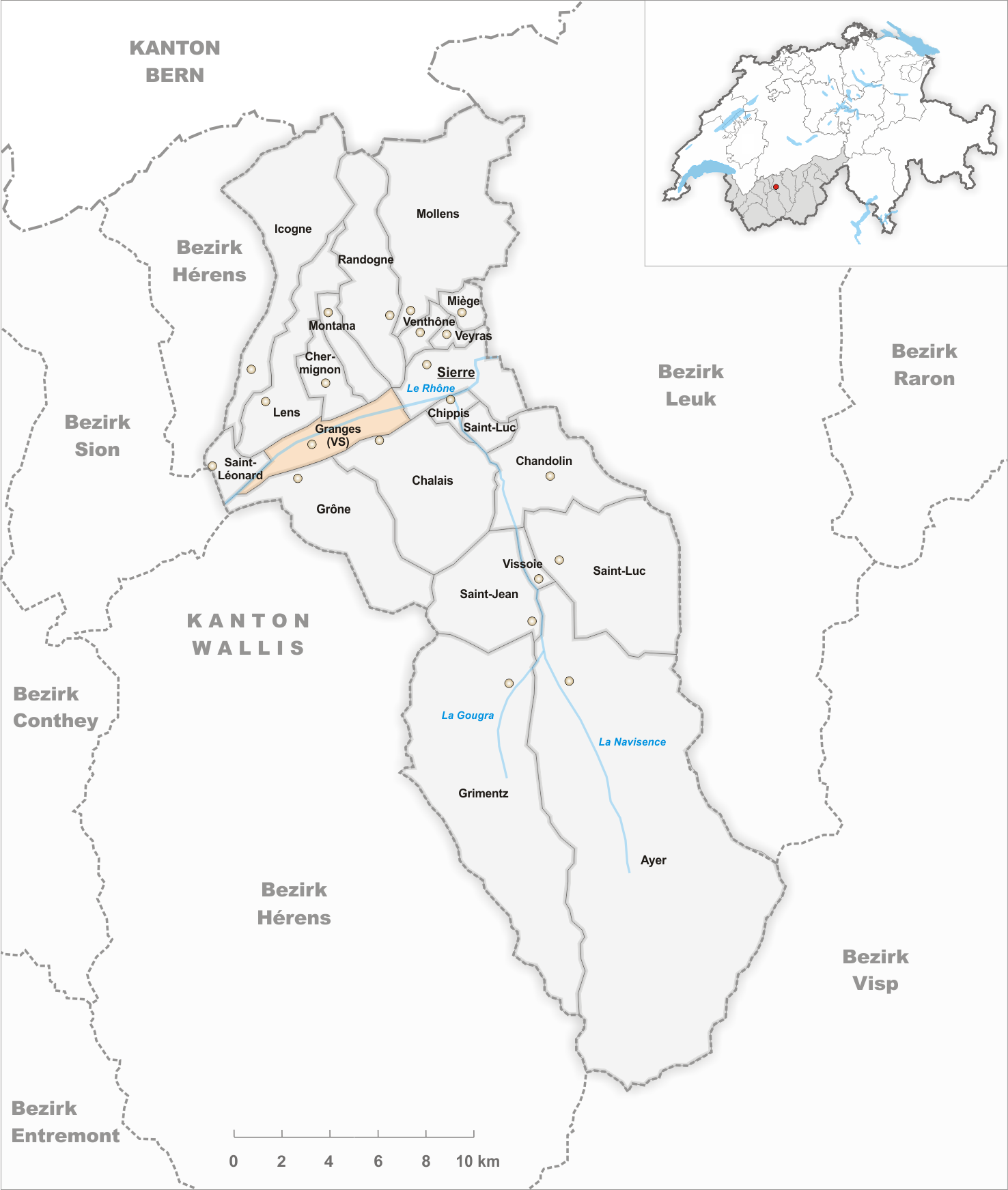
Gemeindestand vor der Fusion am 1. Januar 1972

Gipsfabrik (1939)

Granges (deutsch Gradetsch) ist ein Dorf des Bezirks Sierre des Kantons Wallis. Bis zum 31. Dezember 1971 war es eine eigene Gemeinde und fusionierte dann mit der Stadt Sierre.
In Granges gibt es eine gleichnamige katholische Pfarrgemeinde, die zum Dekanat Siders gehört.
| Bevölkerungsentwicklung | Bevölkerungsentwicklung | Bevölkerungsentwicklung | Bevölkerungsentwicklung | Bevölkerungsentwicklung |
| ----------------------- | ----------------------- | ----------------------- | ----------------------- | ----------------------- |
| Jahr                    | 1850                    | 1900                    | 1950                    | 1970                    |
| Einwohner               | 275                     | 437                     | 951                     | 1326                    |